# Setcontext

setcontext — одна из библиотечных функций стандарта POSIX (в число других входят getcontext, makecontext и swapcontext), используемая для управления контекстом. Семейство setcontext позволяет реализовать на языке Си такие паттерны проектирования управления потоком, как итераторы, нити (fibers) и сопрограммы. Семейство можно рассматривать как расширенную версию setjmp/longjmp; в то время как последние позволяют только один нелокальный прыжок из стека, setcontext позволяет создание нескольких взаимодействующих потоков управления с собственными стеками.

## Спецификация
setcontext определён в POSIX.1-2001 и во второй версии Single UNIX Specification, однако доступен не во всех UNIX-подобных операционных системах. Функции и связанные с ними типы определены в заголовочном файле ucontext.h. В их число входит тип ucontext_t, с которым взаимодействуют все четыре функции:
```
typedef
 
struct
 
ucontext
 
{

	
struct
 
ucontext
 
*
uc_link
;

	
sigset_t
 
uc_sigmask
;

	
stack_t
 
uc_stack
;

	
mcontext_t
 
uc_mcontext
;

	
...

}
 
ucontext_t
;

```

uc_link указывает на контекст, который будет восстановлен при выходе из текущего контекста, если контекст создан с помощью makecontext (вторичный контекст). uc_sigmask используется для хранения сигналов, заблокированных в контексте, а uc_stack является стеком, используемым контекстом. uc_mcontext используется для хранения состояния исполнения, включая все регистры центрального процессора, счётчик команд и указатель стека; mcontext_t является непрозрачным (opaque) указателем.
Также определены следующие функции:
- int setcontext(const ucontext_t *ucp)

Эта функция переносит управление в контекст в ucp. Исполнение продолжается с точки, на которой контекст был сохранён в ucp. В случае успешного выполнения возврата из setcontext не производится.
- int getcontext(ucontext_t *ucp)

Сохраняет текущий контекст в ucp. Возврат из этой функции происходит в двух случаях: после первичного вызова или при переключении потока на контекст в ucp с помощью setcontext или swapcontext. Функция getcontext не предоставляет возвращаемого значения для разделения этих случаев (оно служит лишь для сообщения об ошибке), поэтому разработчик должен явным образом использовать переменную-флаг, объявленную без модификатора register и с модификатором volatile во избежание свёртывания константных выражений и других оптимизаций компилятора.
- void makecontext(ucontext_t *ucp, void *func(), int argc, ...)

Функция makecontext устанавливает альтернативный поток управления в ucp, предварительно инициализированный с помощью getcontext. Поле ucp.uc_stack должно указывать на место для стека необходимого размера; обычно используется константа SIGSTKSZ. При совершении прыжка в ucp с помощью setcontext или swapcontext исполнение начинается с точки входа в функцию func с числом аргументов argc. При завершении func управление передаётся ucp.uc_link.
- int swapcontext(ucontext_t *oucp, ucontext_t *ucp)

Передаёт управление ucp и сохраняет текущее состояние выполнения в oucp.

## Пример
Пример ниже демонстрирует итератор, реализованный с помощью setcontext. Подобный код можно встретить достаточно редко; вместо использования setcontext для реализации кооперативной многозадачности часто используется различные библиотеки-обёртки, например, GNU Portable Threads.
```
#include
 
<stdio.h>

#include
 
<stdlib.h>

#include
 
<ucontext.h>

/* Функция-итератор. Вход в неё осуществляется при первом вызове

 * swapcontext, затем проходит в цикле от 0 до 9. Каждое значение сохраняется 

 * i_from_iterator, после чего производится возврат в основной цикл с помощью swapcontext. 

 * В основном цикле производится вывод значения и вызов swapcontext для возврата

 * назад в функцию. При достижении конца цикла исполнение переключается на контекст main_context1*/

void
 
loop
(

    
ucontext_t
 
*
loop_context
,

    
ucontext_t
 
*
other_context
,

    
int
 
*
i_from_iterator
)

{

    
int
 
i
;

    

    
for
 
(
i
=
0
;
 
i
 
<
 
10
;
 
++
i
)
 
{

        
/* Запись счётчика цикла в место возврата итератора. */

        
*
i_from_iterator
 
=
 
i
;

        

        
/* Сохранение контекста цикла в ''loop_context'' и переключение на другой контекст. */

        
swapcontext
(
loop_context
,
 
other_context
);

    
}

}
 

 

int
 
main
(
void
)

{

    
/* Три контекста:

     *    (1) main_context1 : указывает на main для возврата из цикла.

     *    (2) main_context2 : указывает на место переключения контекста в main

     *    (3) loop_context  : указывает на место в цикле, в которое будет 

     *                        переходить управление из main. */

    
ucontext_t
 
main_context1
,
 
main_context2
,
 
loop_context
;

    

    
/* Стек для функции итератора. */

    
char
 
iterator_stack
[
SIGSTKSZ
];

    
/* Флаг, сообщающий о завершении итератора. */

    
volatile
 
int
 
iterator_finished
;

   

    
/* Возвращаемое значение итератора. */

    
volatile
 
int
 
i_from_iterator
;

   

    
/* Инициализация контекста итератора. uc_link указывает на main_context1, 

     * точку возврата при завершении итератора. */

    
loop_context
.
uc_link
          
=
 
&
main_context1
;

    
loop_context
.
uc_stack
.
ss_sp
   
=
 
iterator_stack
;

    
loop_context
.
uc_stack
.
ss_size
 
=
 
sizeof
(
iterator_stack
);

    
getcontext
(
&
loop_context
);

    

    
/* Заполнение loop_context, что позволяет swapcontext начать цикл. 

     * Преобразование в (void (*)(void)) необходимо для избежания  предупреждения 

     * компилятора и не влияет на поведение функции. */

    
makecontext
(
&
loop_context
,
 
(
void
 
(
*
)(
void
))
 
loop
,

        
3
,
 
&
loop_context
,
 
&
main_context2
,
 
&
i_from_iterator
);

   

    
/* Очистка флага завершения. */
      

    
iterator_finished
 
=
 
0
;

    
/* Сохранения текущего контекста в main_context1. При завершении цикла

     * управление будет возвращено в эту точку. */

    
getcontext
(
&
main_context1
);

  

    
if
 
(
!
iterator_finished
)
 
{

        
/* Установка флага iterator_finished для отключения перезапуска итератора. */

        
iterator_finished
 
=
 
1
;

       

        
while
 
(
1
)
 
{

            
/* Сохранение этой точки в main_context2 и переключение на итератор.

             * Первый вызов зачинает цикл, последующие осуществляют переключение

             * через swapcontext в цикл. */

            
swapcontext
(
&
main_context2
,
 
&
loop_context
);

            
printf
(
"%d
\n
"
,
 
i_from_iterator
);

        
}

    
}

    

    
return
 
0
;

}

```

Примечание: данный пример не соответствует справочной странице спецификации . Функция makecontext требует, чтобы дополнительные параметры были типа int, а в примере передаются указатели. Это может привести к ошибке на 64-битных платформах (в частности, на архитектурах LP64, где sizeof(void*) > sizeof(int)). Теоретически эти проблемы могут быть решены, но эти решения также не являются портируемыми.